# Васкес, Педро
Педро Васкес, в монашестве — Брат Пётр Святой Каталины (исп. Pedro Vásquez; лат. Petrus Vasquez; 1590 год, Верин, Испания — 25 августа 1624 года, Омура, Япония) — католический священник, блаженный Римско-Католической Церкви, миссионер, член монашеского ордена доминиканцев.

## Биография
Родился в 1590 году в городе Верин, Испания. После обучения в Монтеррее вступил в монашеский орден доминиканцев. После принесения монашеских обетов взял себе имя Брат Пётр святой Каталины (Hermano Pedro de Santa Catalina). В последующие годы изучал философию в Королевском приорате Святого Креста в Сеговии и потом — богословие в приорате Святого Фомы в Авиле.
В 1613 году вместе с монахом Адуарте отправился на Филиппины через Мексику. В конце 1615 года прибыл в Манилу. В последующие годы изучал местный язык в городе Лал-ло провинции Кагаян, занимаясь миссионерской деятельностью. Служил настоятелем прихода Святого Винсента. В июле 1621 года отправился для миссионерской деятельности в Нагасаки. В ноябре 1622 года был назначен исполняющим обязанности провинциала доминиканцев. Служил вместе с монахом Доминго Кастелле в Ариме, Омуре и Нагасаки для местных католиков. Был арестован в деревне Фучи 27 апреля 1622 года. После суда был приговорён к аресту за незаконную миссионерскую деятельность и препровождён в тюрьму Нагасаки. 15 июня 1623 году переправлен в тюрьму города Омура.
После годового тюремного заключения в Омуре был заживо сожжён 25 августа 1624 года вместе с францисканцами Луисом Сотело, Людовиком Сасадой, Людовиком Бабой и иезуитом Мигелем де Карвалью.
После казни их останки были помещены в лодку, которую затопили в море. Некоторым из присутствующих на казне католикам удалось сохранить небольшое количество останков Педро Васкеса, которые были переданы на хранение в Иезуитскую церковь в Макао. В настоящее время мощи находятся в усыпальнице китайских и японских мучеников.
Римский папа Пий IX причислил его к лику блаженных 7 июля 1867 года.
Память
День памяти в Католической церкви— 25 августа и 10 сентября в группе 205 японских мучеников.